# サウスウェスタン法
サウスウェスタン法（Southwestern blot）とは、プローブにDNA断片やオリゴヌクレオチドを用い、塩基配列特異的にDNAに結合するタンパク質（主に転写調節因子）を検出する手法である。
一般的には、電気泳動によってタンパク質を分離し、メンブレンに転写（ブロッティング）する。その後、メンブレンに吸着したタンパク質にラベルしたプローブDNAを結合させ、特定の配列に結合するタンパク質を検出する。